# エドアルド・アマルディ (ATV)
エドアルド・アマルディ（Edoardo Amaldi、ATV-003）は欧州補給機（ATV）の3号機。イタリアの物理学者、エドアルド・アマルディに因んで命名された。
2012年3月23日にギアナ宇宙センターからアリアン5ESロケットによって打上げられ、3月28日国際宇宙ステーションにドッキングした。燃料、水、空気、ドライカーゴ、実験機器など合計6,604kgを搬入し、10月3日に大気圏に再突入し投棄された。